# Chapelle Saint-André d'Aigrefeuille
La chapelle Saint-André d'Aigrefeuille, ou plus simplement chapelle d'Aigrefeuille, est une chapelle située en France, à Bâgé-la-Ville.

## Présentation
La chapelle est située dans le département français de l'Ain, sur la commune de Bâgé-la-Ville. Bâtie au XIIe siècle, par l'ordre de Saint Lazare de Jérusalem, la chapelle était un lieu de pèlerinage voué à la guérison des enfants malingres. Rénovée par les Amis du site, Bâgé Culture et Loisirs en 2008, le bâtiment ne peut se visiter que sur demande.

## Histoire
En 1180, Ulrich de Bâgé fit don de terres situées à Bâgé-la-Ville au chapitre de Saint-Vincent-de-Mâcon. À la fin du XIIe siècle, les chevaliers de l’Ordre de Saint-Lazare-de-Jérusalem prirent possession du domaine d’Aigrefeuille-en-Bresse, il est l’un des plus anciens établissements de l’Ordre.
Au début du XVIIe siècle, les Passin, une famille protestante, rachetèrent l'édifice mais la firent démolir en partie. Le clocher fut détruit et la cloche portant l’inscription « Sancte Lazare, ora pro nobis » disparut.
Jusque dans les années 1960, l’autel fut surmonté d’une statue de saint Lazare qui était l'objet d’un pèlerinage existant depuis le XVIIe siècle. La statue aurait été enlevée pendant la Révolution, et aurait été remise après cette période.
Au début du XXe siècle, la chapelle était en très mauvais état, laissée à l'abandon. Après autorisation des propriétaires, les Amis du Site de Bâgé dotent l'édifice d'une toiture provisoire. Durant quelques années, des fonds ont été recueillis afin de commencer la rénovation en octobre 2007 avec l'aide d'un architecte du patrimoine. Par la suite, les membres de l'association se sont relayés tous les samedis matin pour terminer la restauration début 2009 après 1 500 heures de bénévolat.